# Juan Carlos Muñoz Márquez
Juan Carlos Muñoz Márquez (León de los Aldama, Guanajuato, 30 de noviembre de 1969) es un político mexicano, miembro del Partido Acción Nacional. Ha sido en dos ocasiones diputado federal y en una diputado al Congreso de Guanajuato.

## Reseña biográfica
Juan Carlos Muñoz tiene estudios en el programa de Alta Dirección AD-2 por el Instituto Panamericano de Alta Dirección de Empresa. Gran parte de su actividad profesional la ha desarrollado en el ramo del transporte; como accionista y gerente  de Transportes Castores  de Baja California S.A. de C.V., actividad que también lo ha llevado a ser miembro activo, vicepresidente y presidente en el periodo de 2009 a 2012 de la Cámara Nacional del Autotransporte de Carga (CANACAR).
Además, de 2008 a 2012 fue presidente del Fideicomiso Expo Bicentenario México 2010. En 2012 fue elegido por primera ocasión diputado federal por la vía plurinominal a la LXII Legislatura; en dicho cargo ocupó la posición de presidente de la comisión de Transportes y de integrante de las comisiones de Competitividad; de Seguridad Social; y Especial para revisar el proceso de licitación, emisión del fallo y su cancelación, para la construcción del tren México-Querétaro; y, de Investigación de casos de corrupción ocurridos en Petróleos Mexicanos, señalados por la Auditoría Superior de la Federación de 2006, a la fecha, que hayan ocasionado daño patrimonial a la Nación.
Al término de dicho cargo, fue a su vez electo diputado a la LXIII Legislatura del Congreso del Estado de Guanajuato para el periodo de 2015 a 2018 y en que encabezó la comisión de Gobernación y Puntos Constitucionales y fue vocal de las comisiones de Seguridad Pública y Comunicaciones; y, Hacienda y Fiscalización. En 2018 por segunda ocasión fue elegido diputado federal, en esta ocasión de la LXIV Legislatura y en que la que fungió como secretario de la comisión de Comunicaciones y Transportes, y como integrante de la comisión de Economía, Comercio y Competitividad; y de Presupuesto y Cuenta Pública.
Solicitó y recibió licencia al cargo de diputado federal con fecha del 20 de mayo de 2019.